# Симона Вилар
Симона Вилар (настоящее имя Ната́лья Гавриле́нко (в девичестве — Образцо́ва); род. 1 мая 1965, Харьков, Украина) — современная украинская писательница, работающая в жанрах исторического любовного романа и славянского фэнтези, книги которой неоднократно переиздавались на территории России и Украины.

## Биография
Окончила исторический факультет Харьковского государственного университета. Начала публиковаться в 1994, первоначально в Москве под псевдонимом Симона Вилар (в то время издательства считали более выгодным издавать книги иностранных авторов). При этом в выходных данных фамилия Гавриленко указывалась как автора «перевода с французского». Затем публиковалась под своей девичьей фамилией Образцова, а позднее вернулась к прежнему псевдониму. Её книги издаются как в России, так и на Украине. 
Меня несколько смущала песня Владимира Кузьмина «Симона», которая пользовалась в те годы необычайной популярностью, и все знакомые считали своим долгом спеть её мне: «Симо-о-о-о-на, девушка моей мечты». С тех пор я несколько недолюбливаю эту песню :)
Некоторое время Симона издавалась в России, в Москве, в издательстве «Эксмо», а затем (с 2002 г.) начала сотрудничать с украинским издательством «Книжный Клуб». Её книги издавались также в российском издательстве «Крылов» и украинском «Зеленый пес».
В середине 90-х годов известность получили два её цикла исторических романов — «Анна Невиль» (М., 1994) и «Нормандская легенда» (М., 1995—1997) — каждый из которых состоит из четырёх книг. Соответственно, «Анна Невиль» включает в себя романы «Обручённая с розой», «Делатель королей» (позднее издавалась под названиями «Коронатор» и «Любовь изгнанницы»), «Замок на скале», «Тяжесть венца». Действие цикла происходит в Англии и частично во Франции в XV веке во время войны Алой и Белой роз. Главная героиня — Анна Невилл, дочь Ричарда Невилла, 16-го графа Уорика, прозванного «Делателем королей», ставшая женой короля Англии Ричарда III. В состав цикла «Эмма Птичка» («Нормандская легенда») входят романы «Пленница викингов» (позднее издавалась под названием «Ветер с севера»), «Принцесса викингов», «Дикое сердце» (позднее издавалась под названием «Огненный омут») и «Лесная герцогиня». Действие происходит в начале X века, начинаясь в Норвегии, основные события происходят на территории современной Франции. Основной сюжет — непростая любовь-ненависть реальных исторических лиц — Эммы из Байе (подлинное имя Поппа, заменённое на Эмма ввиду его неблагозвучности для русскоговорящих читателей) и викинга Ролло, ставшего основателем и первым герцогом исторической области на территории современной Франции — Нормандии.
Затем Наталья Гавриленко стала автором ряда других исторических романов. Среди них исторический детектив «Замок тайн» (о временах гражданской войны в Англии в середине XVII века), роман «Королева в придачу» (о судьбе сестры Генриха VIII Мэри Тюдор, королевы Франции), «Исповедь соперницы» (позднее издавалась под названием «Мой любимый крестоносец») (время действия — последние годы правления Генриха I, XII в.).

После ряда произведений на западную тематику, автор приступила к написанию книг из отечественной истории. Роман «Чужак» посвящён временам Киевской Руси, событиям 882 года, когда Олег Вещий захватил киевский престол, убив при этом князей Аскольда и Дира. Серия романов «Ведьма» написана в жанре исторических «фэнтези» из эпохи дохристианской Руси, главной героиней является девушка из племени древлян, обладающая магическими способностями. Для Симоны Вилар эта серия стала своеобразным экспериментом. 
Раньше я не сильно любила жанр фэнтези — считала его чем-то несерьезным, придуманным американцами из-за краткости их истории, в которой не было колоритного времени замков и рыцарей. Но потом почитала произведения Г. Л. Олди, Елизавету Дворецкую и Ника Перумова, и решила: а что если и я попробую? Однако вдохновляет меня все же Клио — муза истории. Поэтому и своё фэнтези я стала писать, опираясь на историю. Основание для этого давал богатый мифологический материал нашей земли. Известная у нас иностранная фэнтези очаровала всех, основываясь на западном фольклоре, уже все знают эльфов, гномов, истории о магах и драконах. Ну а наше отечественное? Та же Баба Яга и Кощей Бессмертный, лесные мавки и домовые. Это ведь наша мифология, которую многие отождествляют только с детскими сказками. Я же отнеслась ко всему этому серьёзно, мифологические существа у меня в романах реальны, как и исторические князь Игорь и Ольга, воевода Свенельд, рядом с которыми у меня живёт явная и осязаемая нечисть, плетут своё чародейство волхвы, бьют источники живой и мертвой воды. Жанр «фэнтези» позволил мне соединить воедино казалось бы несоединимое.
Огромной популярностью пользуется и историко-сентиментальная трилогия «Светорада» про смоленскую княжну, этакую «славянскую Анжелику», жившую во времена князя Олега — конец IX начало X вв.
Симона Вилар не оставляет и западноевропейскую историю: в 2010—2011 гг. вышла дилогия «Далёкий свет» («Леди-послушница», «Рыцарь света»). В 2013—2014 гг. выпускается трилогия «Тень меча» о временах Третьего крестового похода: в 2013 г. выпущен первый роман трилогии — «Лазарит», в 2014 г. — второй роман трилогии — «Ассасин», а также готовится к выходу в апреле 2015 г. заключительный роман трилогии — «Паладин».
Симона Вилар — медиевист. На вопрос, не хочет ли она написать роман о современной жизни, Симона отвечает: «Не хочу!» Задумывалась над романом, действие которого происходит в разгар Наполеоновских войн, но пока что все её книги о Средневековье в Западной Европе и о Киевской Руси. Вот что пишет Симона по поводу историчности своих романов:
Так как я пишу о прошлом, то стараюсь как можно точнее передать колорит описываемой эпохи, следить за исторической канвой, вплетать в повествование достоверные факты, какие бы расширили кругозор моих читателей. И если по прочтении книги, они станут лучше разбираться в том или ином историческом периоде или захотят сами проверить, как что было в те далекие времена — я считаю свою задачу выполненной. Ибо история очень интересна, даже если кому-то не повезло с учителем этого предмета в школе. Но для этого и существуем мы, писатели-историки, которые стремятся увлечь тем, что осталось (или не осталось) в памяти со школы, сделать прошлые эпохи понятными и интересными, оставить знания.

## Награды и премии
2009 г. Премия «Фиолетовый кристалл» за произведение «Светорада Медовая» на III Крымском фестивале «Созвездие Аю-Даг» — за лучшее произведение, обращённое к истории, культуре, современному положению и будущей судьбе Крыма.
2010 г. Премия «Баст» — 1 место за произведение «Ведьма княгини» за лучшую историческую фантастику.
2010 г. «Светорада Золотая» в пятерке лучших книг Книжного Клуба за 5 лет.
2010 г. «Лучший отечественный исторический роман» (книга «Ветер с севера»), а также призёр в номинациях «Лучший отечественный фантастический роман» («Ведьма») и «Лучший отечественный автор исторического романа» на сайте Lady.webice.ru, проводившем голосование о лучших авторах и романах методом независимого голосование в Интернете.
2011 г. Победительница итогов исследования журнала «Главред», обнародовавших ТОП-10 самых успешных писателей Украины, учитывая исключительно тиражи проданных экземпляров книг на территории Украины.
2011 г. Премия фонда «Ренессанс» за достойное представление родного города Харькова в фантастической литературе.
2012 г. Лауреат литературной награды «Золотые писатели Украины».
2012 г. По рейтингу журнала ФОКУС лидер продаж книг по Украине за 2012 год.
2013 г. Премия «Карамзинский крест» на конференции Басткон 2013 за выдающиеся достижения в исторической литературе.